# Aghavnadzor (ort i Armenien, Kotajk)
Aghavnadzor är en ort i Armenien.   Den ligger i provinsen Kotajk, i den centrala delen av landet, 50 kilometer norr om huvudstaden Jerevan. Aghavnadzor ligger 1 771 meter över havet och antalet invånare är 1 252.
Terrängen runt Aghavnadzor är kuperad åt sydost, men åt nordväst är den bergig. Aghavnadzor ligger nere i en dal. Närmaste större samhälle är Hrazdan, 11,1 kilometer sydost om Aghavnadzor. 
Trakten runt Aghavnadzor består till största delen av jordbruksmark. Runt Aghavnadzor är det ganska tätbefolkat, med 129 invånare per kvadratkilometer.